# Río Sajama
El río Sajama es un curso natural de agua que fluye en la provincia de Sajama, en Bolivia y corre con dirección general sur hasta desfogar en el río Lauca poco antes de sumirse en el salar de Coipasa.

## Trayecto
El río Lauca nace cerca del lago Waña Quta.: 9 

### Sistema endorreico Titicaca-Desaguadero-Poopó-Salar de Coipasa
El río pertenece al Sistema endorreico Titicaca-Desaguadero-Poopó-Salar de Coipasa (sistema TDPS), una cuenca interior de América del Sur que recoge las aguas del Lago Titicaca, las lleva por el Río Desaguadero hasta el Lago Poopó para, en los tiempos de abundancia de lluvia, llevarlas al Lago Coipasa por medio del río Laca Jahuira. 
Por el lado chileno, existen 9 subcuencas divididas en 16 subsubcuencas de ese sistema que están reunidas en el registro Categoría:Cuenca altiplánicas de Chile (010) del inventario de cuencas de Chile (BNA) que las reúne bajo el número 010.
- En el extremo norte, las subcuencas 01000 y 01010 de los ríos Caquena (o Cosapilla), Uchusuma y otros, las llevan primero al río Mauri que las entrega al río Desaguadero desde donde llegan al Lago Poopó y luego al Lago Coipasa, por el lado este.
- Las subcuencas 01020 y 01021 del río Lauca, que lleva las aguas de las Lagunas de Cotacotani directamente al extremo norte del Lago Coipasa.
- Más al sur, las subcuencas 01040 al 01044 de los ríos Isluga o Sitani (01041), Todos Santos o Sibaya (01040) y el Cariquima o Grande (01042 y 01043) también las entregan directamente al Lago Coipasa, pero por su lado oeste.

## Caudal y régimen
El río tiene una superficie de drenaje total de 487 km² en su parte superior y 120  km² en su parte inferior.: 5 